# Nemapogon defrisiensis
Nemapogon defrisiensis är en fjärilsart som beskrevs av Aleksei Konstantinovich Zagulajev 1964. Nemapogon defrisiensis ingår i släktet Nemapogon och familjen äkta malar. Inga underarter finns listade i Catalogue of Life.